# Костым (деревня)
Костым — опустевшая деревня в Кезском районе Удмуртской республики.

## География
Находится в северо-восточной части Удмуртии на расстоянии приблизительно 8 км на восток-северо-восток по прямой от районного центра поселка Кез недалеко на север от поселка Кабалуд.

## История
Была известна с 1873 года как починок Верх-Лыпский (Кускым) с 5 дворами. В 1905 году учтено было 14 дворов, в 1920 (уже деревня Костым) — 18 (все удмуртские), в 1924 — 15. До 2021 года входила в состав Юскинского сельского поселения.

## Население
Постоянное население составляло 42 человека (1873 год), 133 (1905), 134 (1924), 2 человека в 2002 году (удмурты 100 %), 0 в 2012.